# Famille de Foudras
La famille de Foudras est une famille noble d'extraction chevaleresque originaire du Lyonnais, de Bourgogne et du Beaujolais, éteinte en 1914. La famille de Parseval a relevé le nom, le titre et les armes de la famille de Foudras à la suite d'une alliance.

## Histoire
Ce nom de famille est écrit dans les anciens titres Fudra Fodra Feydra Foldras Fouldras et ensuite Foudras. On trouve un Foudras qui fit une donation à l'abbaye de Savigny, diocèse de Lyon, en 953.
Gustave Chaix d'Est-Ange écrit que son premier auteur connu est Hugues de Foudras, qualifié de miles, qui vendit en 1080 des dîmes aux chanoines de Saint-Vincent de Macon,,. Il ajoute que la filiation est rigoureusement établie depuis 1294.
La famille de Foudras fut maintenue noble en 1667 et admise aux Honneurs de la Cour en 1782.
Elle a fourni plusieurs chevaliers-croisés, un archevêque de Lyon en 1113, un évêque de Poitiers, décédé en 1748, plusieurs chevaliers de l'Ordre du roi, des chevaliers et douze chanoine-comte de Saint-Jean de Lyon (entre les XIIIe et XVIIIe siècles), des chanoines de Mâcon, des chanoinesses d'Alix et de Neuville, des pages du roi, des demoiselles de Saint-Cyr, de nombreux officiers, dont plusieurs ont été tués à l'ennemi, etc..
Une branche éteinte au XVIIIe siècle obtint par lettres de 1680 l'érection de comté de la terre de Châteautiers,.
La famille de Foudras s'est éteinte le 18 octobre 1914 avec Roland dit le marquis de Foudras (par courtoisie), sous-lieutenant au 38e régiment d'infanterie, mort au combat à Compiègne durant la Première Guerre mondiale.
Le nom, le titre et les armes ont été relevés par une branche de la famille de Parseval qui porte depuis de Parseval de Foudras.

## Filiation
- Philippe[8], chevalier, seigneur d'Estieugue. Il épouse Etienette de La Guiche.
  - Jean et Dieudonné, participent à la première croisade en 1096[9].
- Hugues I, miles en 1080.
  - Josserand, abbé d' Ainay, archevêque de Lyon, primat des Gaules en 1113.
  - Hugues II, miles en 1176, accompagne Hugues de Beaujeu à la troisième croisade. Il épouse Dame Alix.
    - Hugues III, miles en 1265, seigneur de Bagnaus. Il épouse Dame Catherine.
      - Jean, miles, seigneur de Bagnaus, en 1348. Il épouse Mathilde de Thianges.
      - Etienne, miles, seigneur de Bagnaus. Il épouse Isabelle de Sarron, dame de Morlan.

    - Pierre, qualifié de puissant seigneur chevalier, miles, seigneur de Courcenay en 1260. Il épouse Isabelle de Bazolles.
      - Agnès, qui épouse en 1290 Guichard d'Urgel, chevalier, seigneur de Saint-Priest.
      - Perronin, qualifié de haut et puissant seigneur, miles en 1295. Il épouse Alix de Beaujeu, dame d'Amplepluis.
        - Jean I,  qualifié de haut et puissant seigneur, miles, seigneur de Courcenay, bailli d'Agen, commande une compagnie de 90 hommes en 1350. Il épouse Jeanne d'Ogerolles. Prisonnier à la bataille de Poitiers.
          - Antoine I, qualifié de haut et puissant seigneur, miles, seigneur de Courcenay, gouverneur d'Amiens, capitaine de 100 arquebusier. Il épouse Jeanne de Varey.
          - Guichard, qualifié de haut et puissant seigneur, miles, seigneur de Courcenay en 1452. Il épouse Léonette de Salamar.
            - Antoine, chevalier, seigneur de Courcenay, Souternon, Châteautier. Conseiller et maître d'hôtel des rois Louis XI et Charles VII. Il épouse Antoinette des Serpens.
              - Jean II, chevalier, seigneur de Courcenay, Souternon, Contenson, chevalier de l'ordre de Saint-Michel, maître d'hôtel du roi, bailli d'Agen. Il épouse Anne de Senneterre.
                - Jean III, chevalier de l'ordre du Roi, seigneur de Courcenay, Morlan, Châteautier, capitaine de 50 hommes d'armes. Il épouse Jeanne de Choiseul-Traves.
                  - Jean IV, seigneur de Courcenay, chevalier de l'ordre du roi, capitaine de 50 hommes d'armes. Il épouse Claude de Champetieres.
                    - Etienne, chevalier, seigneur de Courcenay et Châteautier. Il épouse Marguerite de Laurencin.
                      - Roland I, chevalier, seigneur de Courcenay et Châteautier. Il épouse Lucrèce de Sève.
                        - Mathieu, enseigne de compagnie colonelle du Régiment de Condé, tué à la bataille de la Montagne-Noire.
                        - Roland II, chevalier, comte de Châteautier par lettres patentes enregistrées en 1680, capitaine de chevaux-légers dans le régiment d'Epernon. Il épouse Françoise de Monteynard.
                          - Louis, chevalier, comte de Châteautiers, seigneur de Saint-Pierre-le-Vieux, capitaine dans le régiment des Gardes Françaises.
                          - Alexandre-Antoine, chevalier de Saint-Jean de Jérusalem, grand-maréchal de l'Ordre, abbé de Ham, prieur de Saint-Marcel des Chalon.
                          - Anne, fille d'honneur puis dame d'atours de la duchesse d'Orléans (Princesse Palatine) de 1680 à 1722.

                        - Humbert, premier capitaine dans le régiment de Condé, tué au siège d'Arras.
                        - Etienne, chevalier de Saint-Jean de Jérusalem, capitaine dans le régiment d'Epernon, tué dans les guerres d'Italie.
                        - Guillaume, abbé de Savigny.

                    - Antoine, chevalier, seigneur de Courcenay, capitaine dans le régiment de Bury, capitaine de 100 hommes d'armes en 1621. Il épouse Eléonore de Fougearde.
                      - Jean-Jacques, chevalier, seigneur de Courcenay, officier de la compagnie des gendarmes du maréchal de Villeroy, lieutenant-colonel au régiment de Cussigny. Il épouse Isableau de La Poype.
                        - Camille-Joseph, chevalier, seigneur de Courcenay, cornette des chevaux-légers de la Compagnie d'Achey. Il épouse Lucrèce de Révol.
                          - Charles, capitaine de grenadiers au régiment de Charost, tué au siège de Douai.
                          - Jérome-Louis, chanoine-comte de Lyon, évêque de Poitiers, abbé de saint-Ligaire.
                          - François, chevalier de Saint-Jean de Jérusalem, seigneur de Courcenay. Il épouse Marie de Fumée.

                    - Antoine, chevalier de Saint-Jean de Jérusalem.
                    - Pierre, capitaine au régiment d'Uxelles.
                    - Philippe, chevalier, seigneur de Morlan, capitaine au régiment d'Uxelle. Il épouse Anne de Mincey.
                      - François, chevalier, seigneur de La Tour, d'Oully, de Morlan. Il épouse Antoinette de Busseul.
                      - Laurent, chevalier, seigneur de Beaulieu. Il épouse Anne-Elisabeth de Sirvinges.
                        - Jean-Jacques, capitaine dans le régiment de la vieille marine, mort au service.
                        - Joseph, chevalier, seigneur de Beaulieu, capitaine au régiment de Leink, chevalier de saint-Louis. Il épouse Marguerite de La Mure.
                          - Jean-Paul, lieutenant dans le régiment de Poitou, tué dans les guerres d'Italie.
                          - Claude-Agrippin, capitaine dans le régiment de Piémont, tué à la bataille de Rosbac en 1757.
                          - Jean-Louis, chevalier, seigneur de Courcenay, Beaulieu, capitaine au régiment de Provence. Il épouse Françoise-Louise de Garnier des Garest.

                        - Jacques, chevalier de Saint-Louis, lieutenant au régiment de Bonnelle. Il épouse Charlotte Henry.
                          - Jean-François, chevalier. Il épouse Marie d'Inguimbert de Pramiral, puis Marie-Anne de Mont d'Or, seigneur d'Ornaisons.
                          - Philibert-Joseph, religieux de l'abbaye de Savigny, seigneur prieur de Noailly.
                          - Claude-Ferdinand, capitaine au régiment de Bouillon. Il épouse Anne d'Inguimbert Pramiral.
                          - Marie-Anne, mariée à François de La Rochefoucault.

                        - Laurent, grand-prieur de l'abbaye de Savigny.
                        - Elisabeth, Marie, Salomone, chanoinesse du noble chapitre d'Alix.

                      - Jean, chevalier de Saint-Jean de Jérusalem.

                    - François, doyen de Tournus.

                  -  René, chevalier, seigneur de Saint-Huruge, Bragny, Bissy. Il épouse Diane de Thiard.
                    - Louis, chevalier, baron de Saint-Huruge, lieutenant de la compagnie du Prince du Maine. Il épouse Jeanne de Damas, puis Marie de Pontoux de Moyssenant.
                      - Jean, chevalier, baron de Saint-Huruge, seigneur de Demigny, lieutenant-colonel du régiment du Duc d'Enghien. Il épouse Anne d'Andelot.
                        - Louis, chevalier, seigneur de Demigny. Il épouse Catherine Berbis de Dracy.
                          - Jacques, chevalier, baron de Saint-Huruge, seigneur de Chaudenay, Cruzille, le Vernay, Maupas,  capitaine de cavalerie au régiment d'Estagnol. Il épouse Marie-Angélique d'Eltouf de Pradines.
                            - Louis, baron de Saint-Huruge, seigneur de Demigny, Chaudenay, Cruzille, le Vernay, capitaine au régiment de la mestre de camp, chevalier de saint-Louis. Il épouse Anne-Antoinette de Capizuchi-Bologne.
                              - Alexandre-Henri, seigneur de Demigny, maréchal de camp des armées du roi. Il épouse Marguerite de Capizuchi-Bologne puis Marie-Antoinette de Schlegenberg.
                                - Adélaide, mariée à Camille de Parseval. La famille de Parseval relève le nom, le titre et les armes de la famille de Foudras à la mort de Roland en 1914.
                                - Théodore, dit marquis de Foudras (par courtoisie) romancier, Il épouse Jeanne de Faulong.
                                  - Théodorite, dit marquis de Foudras. Il épouse Marie Amelin.
                                    - Roland, dit marquis de Foudras. il épouse Catherine Choitel.
                                      - Roland, dit marquis de Foudras, mort pour la France en 1914. Dernier du nom.

                    - Philibert, chanoine de Tournu.
                    - Antoine, chevalier de Saint-Jean de Jérusalem.

                  - Jean V, chevalier, seigneur de Marigny et de Morlan, gouverneur de Paray, capitaine de 50 chevaux-légers.
                  - Théode, chanoine de Saint-Pierre de Mâcon.
                  - Philippe, religieux de Tournu.
                  - Antoine, chevalier, seigneur de Souternon, Contençon. Il épouse Françoise de Montagny.
                    - Christophe, chevalier, seigneur de Souternon, Contençon et Pierrelas. Il épouse Marguerite d'Albon.
                      - Gaspard, chevalier, seigneur de Souternon, Contençon, Pierrelas. Il épouse Claude-Marie d'Andelot.
                        - Gaspard, capitaine de cavalerie, tué à la bataille d'Hochstet.
                        - François, chanoine-comte de Lyon.

                      - Antoine, chanoine-comte de Lyon.
                      - Raymond, chevalier de Saint-Jean de Jérusalem.
                      - Françoise, mariée à Charles de Drée.

                    - Philippe-Claude, religieux de de Tournus, grand-prieur de Cluny.
                    - Isaac, chevalier de Saint-Jean de Jérusalem, capitaine dans le régiment d'Essiat.
                    - Gaspard, chanoine-comte de Lyon.
                    - Antoine, chevalier de Saint-Jean de Jérusalem.

                  - Claudine, prieure du chapitre noble d'Alix.

                - Antoine, chevalier, épouse Antoinette de Vichy.
                - Madeleine, mariée à Philippe de Vichy, seigneur de Marigny.

              - Antoine, chevalier. Il épouse Antoinette des Prez-Montpezat.
                - Simon, chevalier de Saint-Jean de Jérusalem.
                - Françoise, mariée à Jean de Nagu de Varenne.
                - Georges, chevalier. Il épouse Isabeau d'Agrain.
                - Jeanne, mariée en 1511 à Betrand de Langeac.

              - Antoine, Abbé commendataire de Belleville.

            - Simon, chevalier de Saint-Jean de Jérusalem.
            - Guido, chevalier de Saint-Jean de Jérusalem, seigneur de Courcenay. Il épouse françoise de Laye.
              - Jean I, chevalier, seigneur de Rontalon et du Pin. Il épouse Anne de Balarin.
                - Jean II,  chevalier, seigneur de Rontalon et du Pin. Il épouse Claudine de Fournier, dame de Tigny.
                  - Jean III, chevalier, seigneur du Pin et de Tigny, lieutenant-général au gouvernement du Lyonnais, Forez et Beaujolais. Il épouse Marguerite de Chalançon.
                    - Louise-Marguerite, mariée à Claude de Damas.

            - Jeanne, Antoinette, Marguerite, chanoinesses d'Alix.

        - Hugues, prieur commanditaire de Botteville en 1317.

    - Pierre, chanoine-comte de Lyon.

## Personnalités
- Vitelain de Foudras, 1070, tué à la bataille de Saint-Omer,
- Jean et Dieudonné de Foudras, 1096, croisés, morts de la peste à Constantinople[10],
- Girard et Vitelain de Foudras, 1098, tués au siège d'Antioche,
- Josserand de Foudras, archevêque de Lyon en 1113[1].
- Bozon de Foudras, 1159, tué au siège de Toulouse,
- Hugues de Foudras, 1214, tué à la bataille de Bouvine,
- Dalmas et Huges de Foudras, 1242, tués à la bataille de Taillebourg,
- Bozon de Foudras, 1296, tué à la bataille de Furnes,
- Charles de Foudras, 1304, tué à la bataille de Mons-en-Pévèle,
- Guérin et Josserand de Foudras, 1328, tués à la bataille de Cassel,
- Jean de Foudras, 1356, fut fait prisonnier à la bataille de Poitiers,
- Antoine de Foudras, 1382, tué à la bataille de Rosbecque,
- Antoine de Foudras, 1515, tué à la bataille de Marignan,
- Antoine de Foudras, 1544, tué a la bataille de Cérisoles,
- Anne de Foudras, née en 1662, fille d'honneur de Madame Palatine, puis sa dame d'atours à partir de 1689. Non mariée, elle refuse d'épouser le Grand Ecuyer, comte d'Armagnac[11]. « Dès son arrivée à la cour (1679), sa beauté fit craindre qu'elle ne devint la rivale de Mlle de Fontanges...."Toute la France l'admira et ne l'en estima que davantage" ...(Saint-Simon)..." Un dragon de vertu" (Maurepas)..."Une fille de très grand mérite" (Dangeau).... Louis XIV lui témoignait une très grande considération[12]... »,
- Charles et Pierre de Foudras, 1712, tués au siège de Douai,
- Jean-Jacques de Foudras, 1712, tué à la bataille de Denain,
- Jérôme-Louis de Foudras de Courcenay évêque de Poitiers de 1732 à 1748,
- Jean-Paul et Claude-Agrippa de Foudras, 1779, tués à la bataille de Rosbach,
- Eléonore de Foudras, 1779, tué dans la guerre d'indépendance aux États-Unis,
- Théodore de Foudras (1800-1872), romancier, créateur d'un nouveau genre romanesque : le roman cynégétique.

## Armes
| Image | Blasonnement |
| ----- | --- |
|       | Famille de Foudras : D'azur à trois fasces d'argent. - Titre porté : Marquis (par courtoisie). - Supports : Deux anges vêtus de lévite. - Cimier : Un ange tenant la devise : Sunt mihi in custodiam (Ils sont là pour me garder) |
|       | Famille de Parseval de Foudras : Ecartelé : aux 1 et 4, d'argent à un pal de sable chargé de trois étoiles du champ (Parseval) ; aux 2 et 3, d'azur à trois fasces d'argent (Foudras). - Titre porté : Marquis (par courtoisie).  |

## Alliances
Les principales alliances de la famille sont : de Nagu de Varenne (nc), de La Guiche (av. 1096), de Beaujeu (av. 1176, 1295), d'Urgell (1290), de Damas de Thianges (av. 1348), de Sarron (av. 1348), d'Ogerolles (1355), de Varey (1386), de Thélis (av. 1420), de Salamar (1423, 1568), d'Agrain (1461), d'Ysserpent (1498), de Saint-Nectaire (1510), de Langeac (1511), de Thoisy (av. 1522), de Choiseul-Traves (1538, 1730), de Champetieres (1569), de Fautrière (1573), de Montagny (1577), de Vichy (v.1580), de Laurencin (1590), de Thiard (av.1599), d'Albon (1607), de Fougeard (1607), de David (1608), de Damas (1603, 1679), de Sève (1616), de Mincay (1616), de Nerestang (1620),  Minerve d'Arcy (1625), de Sirvinges (1639, 1664), de Drée (1643), de La Poype (1647, 1683), d'Andelot (1651, 1668), Bertrand de Champlong (ap 1660), de Monteynard (1661), de Nompère (1663), de Berbis de Dracy (1669), de Montchanin (1674), de Revol (1675), du Saix (1677), de Montfort de Crête (av. 1680), de Tiercelin (1705), de La Mure (1718), de Villeneuve (1724), d'Eltouf de Pradine (1730), de Guillermin (1739), de Capizucchi-Bologne (1740, 1774), d'Inguimbert de Pramiral (1745), de Lezay (1748), de Montdor (1748, 1750), de Garnier des Garest (1748), de La Rochefoucauld (1764), du Breul de Sainte-Croix (1778), Cheval de Fontenay (1781), de Schelegenberg (1796), de Faulong (1800), d'Anstrude (1813), Chambonas de La Garde (1819), de Parseval (1823).

## Portraits

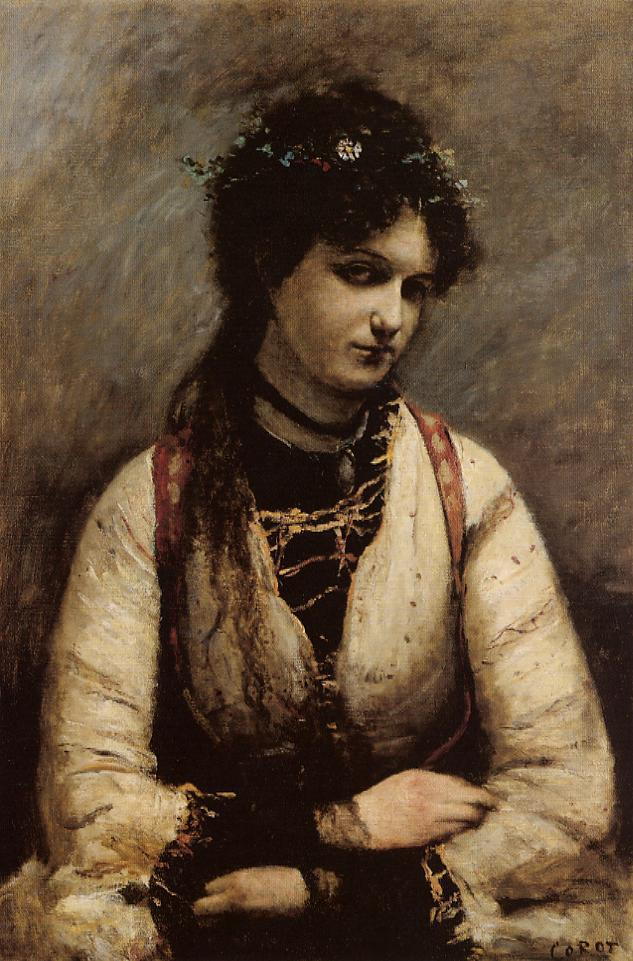
Mademoiselle de Foudras, par Corot.
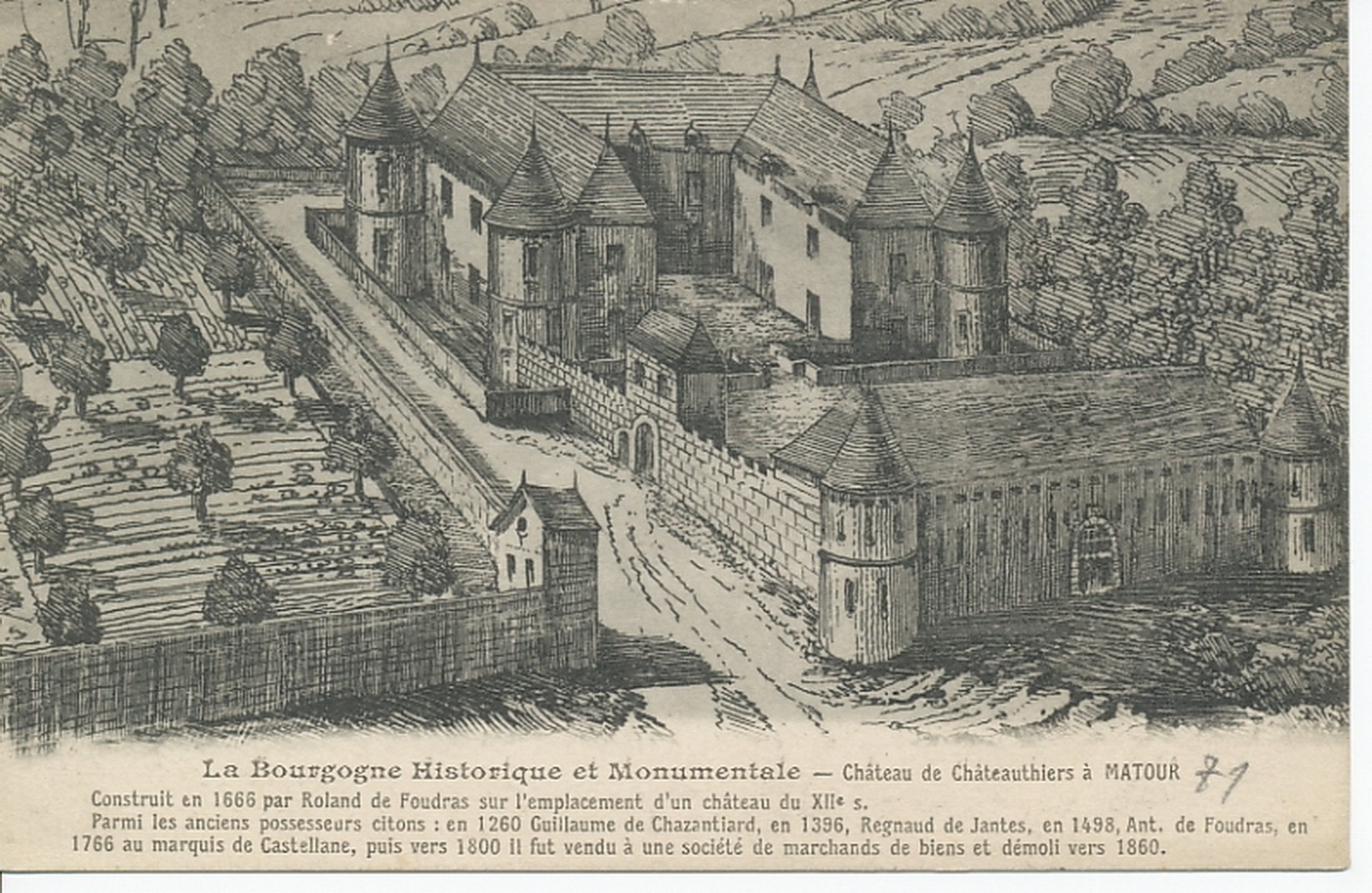
Château de Châteautiers.
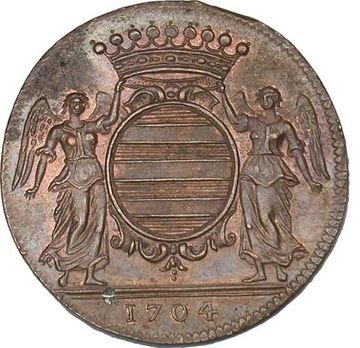
Louis de Foudras, élu de la noblesse aux États de Bourgogne, 1704.
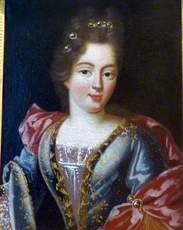
Anne de Foudras (1663-1741), dame d'atours de la duchesse d'Orléans (Princesse Palatine).
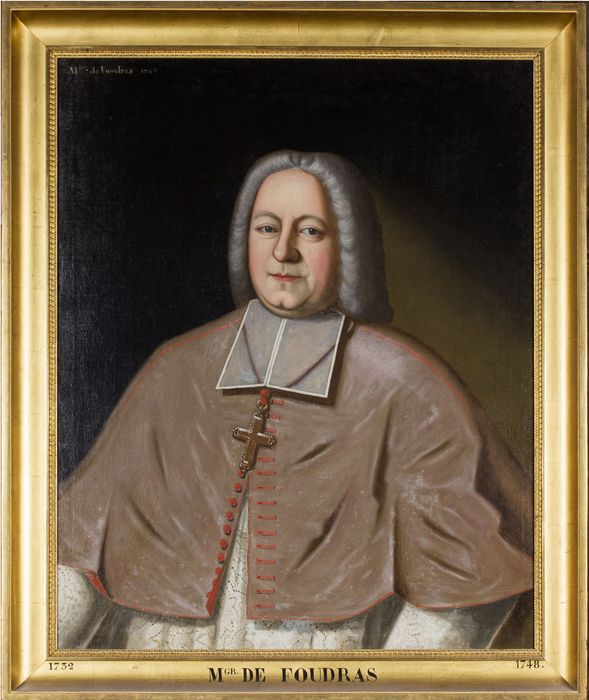
Jérôme-Louis de Foudras de Courcenay (1685-1748), évêque de Poitiers.
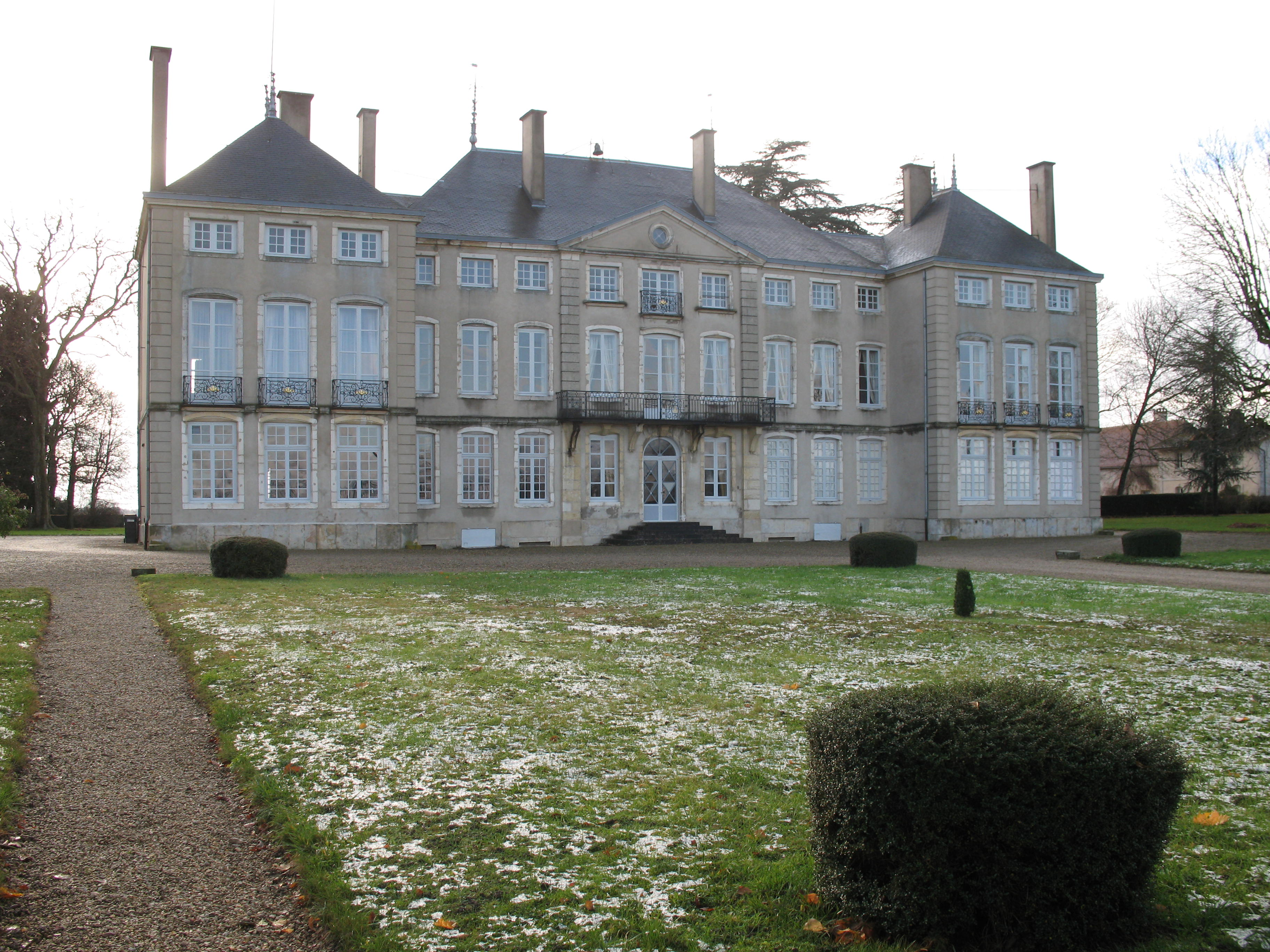
Château de Demigny, appartenant au marquis de Foudras.
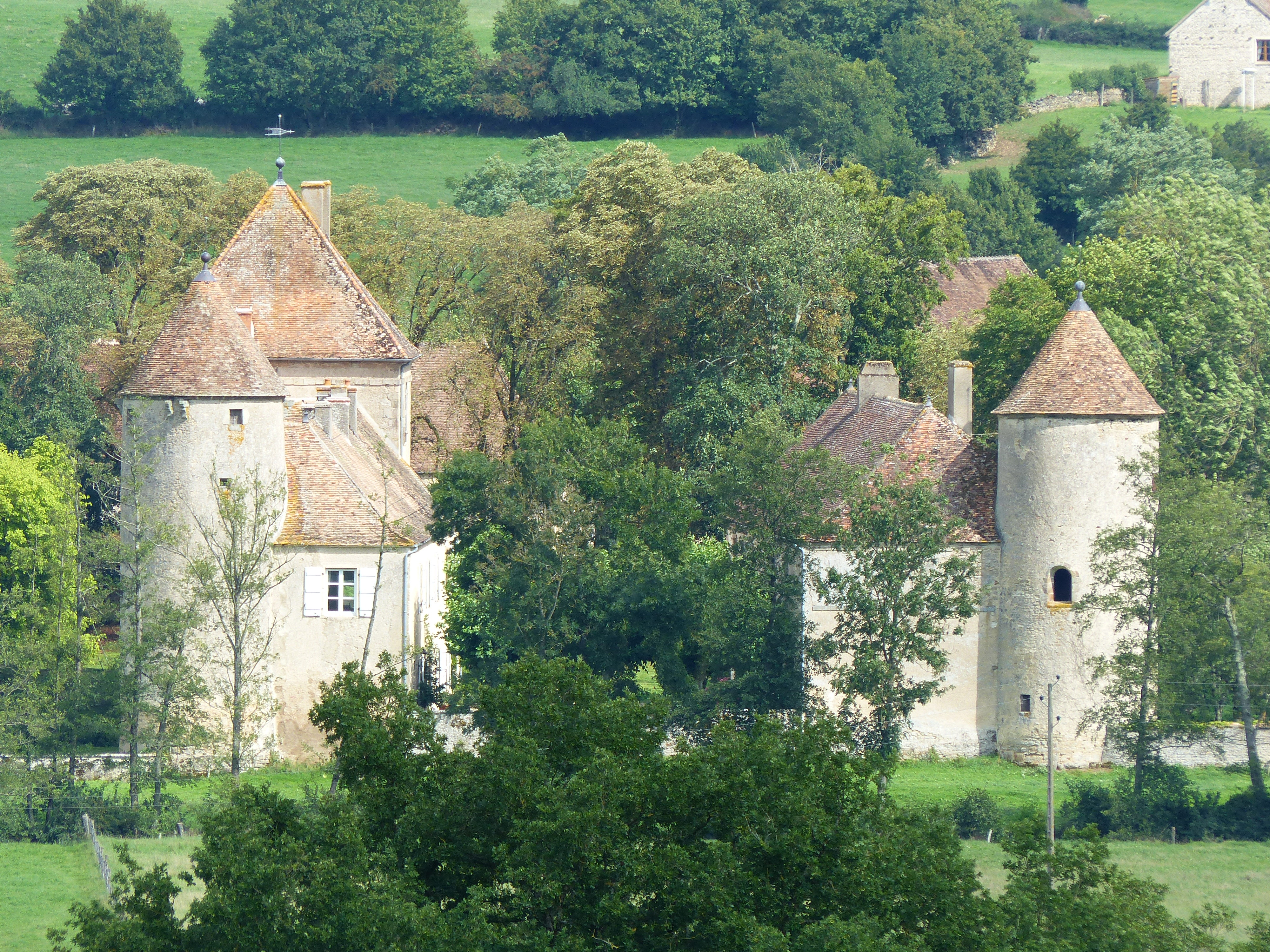
Château de Saint-Huruge